# Робин Седерлинг
Робин Бо Карл Седерлинг (швед. Robin Bo Carl Söderling; рођен 14. августа, 1984. године у Тиброу) бивши је професионални тенисер из Шведске. Најбољи пласман на АТП листи му је 4. место (новембар 2010). Двапут је дошао до финала Ролан Гароса и освојио један турнир из АТП Мастерс 1000 серије у Паризу.

## Каријера
Играо је у два узастопна финала Отвореног првенства Француске 2009. и 2010. године. Седерлинг је први тенисер који је успео да победи Рафаела Надала на Ролан Гаросу, поред њега и Новак Ђоковић је то урадио два пута 2015. и 2021. године. Такође је освојио 10 АТП турнира у појединачној конкуренцији. Освојио је један АТП Мастерс 1000 у Паризу 2010, победивши француског тенисера Гаела Монфиса.
Седерлинг је на почетку 2011. освојио турнир у Бризбејну. Затим губи у четвртом колу Аустралијан Опена од Украјинца Александра Долгополова у пет сетова. У фебруару исте године, Седерлинг је успешно одбранио титулу, по први пут у својој каријери, на турниру у Ротердаму.
Ипак, од јула 2011. није одиграо ниједан меч. У почетку је задобио повреду зглоба, а касније му је дијагностикована мононуклеоза. Званично се повукао 2015. године.
У децембру 2019. постављен је на место селектора Дејвис куп репрезентације Шведске.

## Приватни живот
Седерлинг говори шведски, енглески и мало немачки. Његов отац Бо је адвокат и мајка Брит-Ингер је домаћица. Има једну сестру, која се зове Сандра. Ожењен је са Јени Мостром и има ћерку Оливију (рођена 12. октобра 2012).

## Гренд слем финала

### Појединачно: 2 (0:2)
| Исход     | Бр. | Година | Турнир          | Подлога | Противник     | Резултат           |
| --------- | --- | ------ | --------------- | ------- | ------------- | ------------------ |
| Финалиста | 1.  | 2009.  | Ролан Гарос     | Шљака   | Роџер Федерер | 1:6, 6:7(1:7), 4:6 |
| Финалиста | 2.  | 2010.  | Ролан Гарос (2) | Шљака   | Рафаел Надал  | 4:6, 2:6, 4:6      |

## Финала АТП мастерс 1000 серије

### Појединачно: 1 (1:0)
| Исход    | Бр. | Година | Турнир | Подлога   | Противник   | Резултат      |
| -------- | --- | ------ | ------ | --------- | ----------- | ------------- |
| Победник | 1.  | 2010.  | Париз  | Тврда (д) | Гаел Монфис | 6:1, 7:6(7:1) |

## АТП финала

### Појединачно: 20 (10:10)
| Легенда                        |
| ------------------------------ |
| Гренд слем турнири (0:2)       |
| Завршно првенство сезоне (0:0) |
| АТП мастерс 1000 (1:0)         |
| АТП 500 (2:4)                  |
| АТП 250 (7:4)                  |

| Финала по подлози |
| ----------------- |
| Тврда (5:6)       |
| Шљака (2:4)       |
| Трава (0:0)       |
| Тепих (3:0)       |

| Финала по локацији |
| ------------------ |
| Отворено (3:4)     |
| Дворана (7:6)      |

| Исход     | Бр. | Датум              | Турнир                     | Подлога   | Противник         | Резултат                |
| --------- | --- | ------------------ | -------------------------- | --------- | ----------------- | ----------------------- |
| Финалиста | 1.  | 26. октобар 2003.  | Стокхолм, Шведска          | Тврда (д) | Марди Фиш         | 5:7, 6:3, 6:7(4:7)      |
| Финалиста | 2.  | 29. фебруар 2004.  | Марсеј, Француска          | Тврда (д) | Доминик Хрбати    | 6:4, 4:6, 4:6           |
| Победник  | 1.  | 10. октобар 2004.  | Лион, Француска            | Тепих (д) | Гзавје Малис      | 6:2, 3:6, 6:4           |
| Победник  | 2.  | 6. фебруар 2005.   | Милано, Италија            | Тепих (д) | Радек Штјепанек   | 6:3, 6:7(2:7), 7:6(7:5) |
| Финалиста | 3.  | 26. фебруар 2006.  | Мемфис, САД                | Тврда (д) | Томи Хас          | 3:6, 2:6                |
| Финалиста | 4.  | 24. фебруар 2008.  | Ротердам, Холандија        | Тврда (д) | Микаел Љодра      | 7:6(7:3), 3:6, 6:7(4:7) |
| Финалиста | 5.  | 2. март 2008.      | Мемфис, САД (2)            | Тврда (д) | Стив Дарси        | 3:6, 6:7(5:7)           |
| Финалиста | 6.  | 12. октобар 2008.  | Стокхолм, Шведска (2)      | Тврда (д) | Давид Налбандијан | 2:6, 7:5, 3:6           |
| Победник  | 3.  | 26. октобар 2008.  | Лион, Француска (2)        | Тепих (д) | Жилијен Бенето    | 6:3, 6:7(5:7), 6:1      |
| Финалиста | 7.  | 7. јун 2009.       | Ролан Гарос, Француска     | Шљака     | Роџер Федерер     | 1:6, 6:7(1:7), 4:6      |
| Победник  | 4.  | 19. јул 2009.      | Бостад, Шведска            | Шљака     | Хуан Монако       | 6:3, 7:6(7:4)           |
| Победник  | 5.  | 14. фебруар 2010.  | Ротердам, Холандија        | Тврда (д) | Михаил Јужни      | 6:4, 2:0 (предаја)      |
| Финалиста | 8.  | 25. април 2010.    | Барселона, Шпанија         | Шљака     | Фернандо Вердаско | 3:6, 6:4, 3:6           |
| Финалиста | 9.  | 6. јун 2010.       | Ролан Гарос, Француска (2) | Шљака     | Рафаел Надал      | 4:6, 2:6, 4:6           |
| Финалиста | 10. | 18. јул 2010.      | Бостад, Шведска            | Шљака     | Николас Алмагро   | 5:7, 6:3, 2:6           |
| Победник  | 6.  | 14. новембар 2010. | Париз, Француска           | Тврда (д) | Гаел Монфис       | 6:1, 7:6(7:1)           |
| Победник  | 7.  | 9. јануар 2011.    | Бризбејн, Аустралија       | Тврда     | Енди Родик        | 6:3, 7:5                |
| Победник  | 8.  | 13. фебруар 2011.  | Ротердам, Холандија (2)    | Тврда (д) | Жо-Вилфрид Цонга  | 6:3, 3:6, 6:3           |
| Победник  | 9.  | 20. фебруар 2011.  | Марсеј, Француска          | Тврда (д) | Марин Чилић       | 6:7(8:10), 6:3, 6:3     |
| Победник  | 10. | 17. јул 2011.      | Бостад, Шведска (2)        | Шљака     | Давид Ферер       | 6:2, 6:2                |

### Парови: 2 (1:1)
| Легенда                        |
| ------------------------------ |
| Гренд слем турнири (0:0)       |
| Завршно првенство сезоне (0:0) |
| АТП мастерс 1000 (0:0)         |
| АТП 500 (0:0)                  |
| АТП 250 (1:1)                  |

| Финала по подлози |
| ----------------- |
| Тврда (0:0)       |
| Шљака (1:1)       |
| Трава (0:0)       |

| Финала по локацији |
| ------------------ |
| Отворено (1:1)     |
| Дворана (0:0)      |

| Исход     | Бр. | Датум         | Турнир          | Подлога | Партнер         | Противници                        | Резултат         |
| --------- | --- | ------------- | --------------- | ------- | --------------- | --------------------------------- | ---------------- |
| Победник  | 1.  | 13. јул 2008. | Бостад, Шведска | Шљака   | Јонас Бјеркман  | Јохан Брунстрем Жан-Жилијен Ројер | 6:2, 6:2         |
| Финалиста | 1.  | 19. јул 2009. | Бостад, Шведска | Шљака   | Роберт Линдстед | Јарослав Левински Филип Полашек   | 6:1, 3:6, [7:10] |

## Остала финала

### Тимска такмичења: 1 (1:0)
| Исход    | Бр. | Датум         | Турнир                               | Подлога | Партнери                       | Противници                                  | Резултат | Извор |
| -------- | --- | ------------- | ------------------------------------ | ------- | ------------------------------ | ------------------------------------------- | -------- | ----- |
| Победник | 1.  | 24. мај 2008. | Екипно првенство, Диселдорф, Немачка | Шљака   | Томас Јохансон Роберт Линдстед | Михаил Јужни Игор Андрејев Дмитриј Турсунов | 2:1      | [ 8 ] |

### Егзибициони турнири: 1 (0:1)
| Исход     | Бр. | Датум           | Турнир        | Подлога | Противник    | Резултат      | Извор |
| --------- | --- | --------------- | ------------- | ------- | ------------ | ------------- | ----- |
| Финалиста | 1.  | 2. јануар 2010. | Абу Даби, УАЕ | Тврда   | Рафаел Надал | 6:7(3:7), 5:7 | [ 9 ] |

## Учинак на турнирима у појединачној конкуренцији
| Легенда | Легенда                                    | Легенда | Легенда                          |
| ------- | ------------------------------------------ | ------- | -------------------------------- |
| О/И     | однос освајања турнира и играња на турниру | Поб–пор | однос побједа и пораза           |
| НО      | турнир није одржан те године               | Н       | није учествовао на турниру       |
| КВ      | изгубио у квалификацијама                  | 1К      | изгубио у првом колу             |
| 2К      | изгубио у другом колу                      | 3К      | изгубио у трећем колу            |
| 4К      | изгубио у четвртом колу                    | ГФ      | изгубио у групној фази такмичења |
| ЧФ      | изгубио у четвртфиналу                     | ПФ      | изгубио у полуфиналу             |
| Ф       | изгубио у финалу                           | П       | освојио турнир                   |

| Година                   | 2001.                       | 2002.                       | 2003.                       | 2004.                       | 2005.                       | 2006.                       | 2007.                       | 2008.                       | 2009. | 2010. | 2011. | О/И          | Поб:пор      | %            |
| ------------------------ | --------------------------- | --------------------------- | --------------------------- | --------------------------- | --------------------------- | --------------------------- | --------------------------- | --------------------------- | ----- | ----- | ----- | ------------ | ------------ | ------------ |
| Гренд слем турнири       |                             |                             |                             |                             |                             |                             |                             |                             |       |       |       |              |              |              |
| ОП Аустралије            | Н                           | Н                           | КВ2                         | 2К                          | 1К                          | Н                           | 1К                          | Н                           | 2К    | 1К    | 4К    | 0 / 6        | 5:6          | 45%          |
| Ролан Гарос              | Н                           | Н                           | КВ1                         | 1К                          | 2К                          | 1К                          | 1К                          | 3К                          | Ф     | Ф     | ЧФ    | 0 / 8        | 19:8         | 70%          |
| Вимблдон                 | Н                           | Н                           | 3К                          | 1К                          | 1К                          | 1К                          | 3К                          | 2К                          | 4К    | ЧФ    | 3К    | 0 / 9        | 14:9         | 61%          |
| ОП САД                   | Н                           | 2К                          | 1К                          | 2К                          | 3К                          | 2К                          | Н                           | 1К                          | ЧФ    | ЧФ    | Н     | 0 / 8        | 13:8         | 62%          |
| Поб:пор на г. с.         | 0:0                         | 1:1                         | 2:2                         | 2:4                         | 3:4                         | 1:3                         | 2:3                         | 3:3                         | 14:4  | 14:4  | 9:3   | 0 / 31       | 51:31        | 62%          |
| Завршно првенство сезоне |                             |                             |                             |                             |                             |                             |                             |                             |       |       |       |              |              |              |
| Мастерс куп              | Није се квалификовао        | Није се квалификовао        | Није се квалификовао        | Није се квалификовао        | Није се квалификовао        | Није се квалификовао        | Није се квалификовао        | Није се квалификовао        | ПФ    | ГФ    | НСК   | 0 / 2        | 3:4          | 43%          |
| Репрезентација           |                             |                             |                             |                             |                             |                             |                             |                             |       |       |       |              |              |              |
| Олимпијске игре          | НО                          | НО                          | НО                          | 1K                          | НО                          | НО                          | НО                          | 1K                          | НО    | НО    | НО    | 0 / 2        | 0:2          | 0%           |
| Екипно првенство         | Н                           | Н                           | Н                           | Н                           | Н                           | Н                           | ГФ                          | П                           | ГФ    | Н     | ГФ    | 1 / 4        | 12:1         | 92%          |
| Дејвис куп               | Н                           | Н                           | Н                           | ЧФ                          | Н                           | 1К                          | ПФ                          | ЧФ                          | 1К    | 1К    | ЧФ    | 0 / 7        | 13:3         | 81%          |
| Поб:пор                  | 0:0                         | 0:0                         | 0:0                         | 0:2                         | 0:0                         | 2:1                         | 5:1                         | 5:2                         | 5:0   | 4:0   | 4:0   | 1 / 13       | 25:6         | 81%          |
| АТП Мастерс 1000 серија  |                             |                             |                             |                             |                             |                             |                             |                             |       |       |       |              |              |              |
| Индијан Велс             | Н                           | Н                           | Н                           | 2К                          | Н                           | 3К                          | 3К                          | 2К                          | 2К    | ПФ    | 3К    | 0 / 7        | 10:7         | 59%          |
| Мајами                   | Н                           | Н                           | Н                           | 2К                          | Н                           | Н                           | Н                           | 3К                          | 2К    | ПФ    | 3К    | 0 / 5        | 8:5          | 62%          |
| Монте Карло              | Н                           | Н                           | Н                           | 1К                          | 1К                          | 3К                          | ЧФ                          | 2К                          | 1К    | Н     | Н     | 0 / 6        | 6:6          | 50%          |
| Мадрид1                  | НО                          | Н                           | Н                           | 2К                          | Н                           | 3К                          | Н                           | 2К                          | 2К    | 2К    | ЧФ    | 0 / 6        | 7:6          | 54%          |
| Рим                      | Н                           | Н                           | Н                           | 1К                          | 1К                          | Н                           | 2К                          | 1К                          | 3К    | 3К    | ЧФ    | 0 / 7        | 6:7          | 46%          |
| Канада                   | Н                           | Н                           | Н                           | 2К                          | 2К                          | 1К                          | 1К                          | 3К                          | Н     | 3К    | Н     | 0 / 6        | 5:6          | 45%          |
| Синсинати                | Н                           | Н                           | Н                           | 3К                          | 2К                          | 3К                          | Н                           | 3К                          | 1К    | 3К    | Н     | 0 / 6        | 8:6          | 57%          |
| Шангај2                  | Није део АТП мастерс серије | Није део АТП мастерс серије | Није део АТП мастерс серије | Није део АТП мастерс серије | Није део АТП мастерс серије | Није део АТП мастерс серије | Није део АТП мастерс серије | Није део АТП мастерс серије | ЧФ    | ЧФ    | Н     | 0 / 2        | 5:2          | 71%          |
| Париз                    | Н                           | Н                           | Н                           | ЧФ                          | Н                           | 2К                          | Н                           | 2К                          | ЧФ    | П     | Н     | 0 / 5        | 11:4         | 73%          |
| Хамбург                  | Н                           | Н                           | Н                           | 1К                          | 2К                          | 3К                          | 2К                          | 3К                          | НМС   | НМС   | НМС   | 0 / 5        | 6:5          | 55%          |
| Поб:пор                  | 0:0                         | 0:0                         | 0:0                         | 9:9                         | 3:5                         | 10:7                        | 6:5                         | 12:9                        | 8:8   | 18:7  | 6:4   | 1 / 55       | 72:54        | 57%          |
| Пласман на крају године  | 444                         | 163                         | 60                          | 34                          | 77                          | 25                          | 41                          | 17                          | 8     | 5     | 13    | 10.423.124 $ | 10.423.124 $ | 10.423.124 $ |

1 Одржаван као Хамбург мастерс (на шљаци) до 2008. и Мадрид мастерс (на шљаци) од 2009. до данас

2 Одржаван као Мадрид мастерс (тврда, дворана) од 2002. до 2008. и Шангај мастерс (тврда, дворана) од 2009. до данас